# The Genius After Hours
The Genius After Hours è un album discografico in studio del cantante e pianista statunitense Ray Charles, pubblicato dalla Atlantic Records nel 1961 e prodotto da Quincy Jones. 

## Tracce
Tutte le tracce sono di Ray Charles, eccetto dove indicato.
1. The Genius After Hours – 5:24
2. Ain't Misbehavin' (Harry Brooks, Andy Razaf, Fats Waller) – 5:40
3. Dawn Ray – 5:03
4. Joy Ride – 4:39
5. Hornful Soul – 5:29
6. The Man I Love (George Gershwin, Ira Gershwin) – 4:26
7. Charlesville – 4:55
8. Music, Music, Music (Bernie Baum, Stephan Weiss) – 2:53